# Manuel José Sierra Méndez
Manuel José Sierra Méndez (1852 - 1924) fue un político mexicano, nacido en San Francisco de Campeche, capital del estado de Campeche y muerto en la Ciudad de México.
Fue hijo de Justo Sierra O'Reilly y de Concepción Méndez Echazarreta. Hermano de Justo Sierra Méndez y Santiago Sierra Méndez.

## Datos biográficos
Radicó en su infancia con su familia en la ciudad de Mérida, en la época en que se gestaba la separación de Campeche y Yucatán, cuando su padre Justo Sierra O'Reilly colaboraba con el gobierno de Santiago Méndez Ibarra, abuelo de Manuel José Sierra.
Más tarde, a la muerte de su padre, la familia se avecindó en el puerto de Veracruz para posteriormente trasladarse a la Ciudad de México. Manuel José fue el único de la familia Sierra Méndez que no fue literato, pero se distinguió por apoyar y proteger a numerosos artistas mexicanos. También actuó como actor de teatro, aunque sólo lo hizo como amateur; se recuerda, en este sentido, su participación en la representación de La Cena de los Cardenales en el Teatro Colón de la Ciudad de México, en la que también participaron otros personajes de las letras mexicanas como Francisco Villaespesa y Antonio Mediz Bolio.
Fue diputado por el estado de Yucatán al Congreso de la Unión y después, en varias ocasiones, regidor del Ayuntamiento de la Ciudad de México. Al igual que su hermano Justo, su carrera política estuvo vinculada al régimen de Porfirio Díaz.
Él, y previamente su hermano Justo Sierra, fueron dueños de grandes terrenos en la isla de Cozumel que les fueron concesionados durante el Porfiriato. Se decía que eran dueños de las tres cuartas partes de la isla.